# Шувалов, Вячеслав
Вячеслав Шувалов (6 сентября 1988) — российский биатлонист, чемпион России. Мастер спорта России.

## Биография
Представлял Новосибирскую область и СДЮШОР «Локомотив» г. Новосибирска.
В 2009 году на чемпионате Европы среди юниоров в Уфе занял 14-е место в спринте, 16-е — в гонке преследования и 23-е — в индивидуальной гонке.
Серебряный призёр первенства России среди юниоров в спринте.
На взрослом уровне — чемпион России 2009 года в гонке патрулей в составе сборной Новосибирской области.
Завершил спортивную карьеру в начале 2010-х годов.